# Río Minija
El río Minija (pronunciación en lituano: Míniya; en alemán Minge) es un río que fluye por el territorio de Lituania occidental.  
Su naciente es en el pequeño lago Sydelkis que es ubicado en la altura de Samogitia. En su curso alto atraviesa por unos lagos donde es llamada como Mava y Kliurkė. Después, cambia su curso al sur y fluye por la llanura litoral. El río Minija desemboca en una de los ramos del delta del río Neman.
Los mayores afluentes de Minija son:
- Pala, Alantas, Žvelsa, Agluona, Veiviržas, Tenenys (por el margen izquierdo);
- Sausdravas, Babrungas, Mišupė, Salantas (por el margen derecho).

El río es conectado con la mar Báltico por el canal de Wilhelm. 
En las orillas del río se encuentran los ciudades Gargždai y Priekulė.